# Harry Reich
Harry Reich (nacido el 29 de septiembre de 1941) es un obstetra y ginecólogo de los Estados Unidos de América. En 1988, realizó la primera histerectomía laparoscópica.